# Championnat de Grenade de football 2018-2019
Navigation
Édition précédente Édition suivante
La saison 2018-2019 du Championnat de Grenade de football est la quarante-septième édition de la Premier Division, le championnat national à Grenade. Les dix équipes engagées sont regroupées au sein d'une poule unique où elles s'affrontent à deux reprises. En fin de saison, les deux derniers du classement sont relégués tandis que le 8e dispute un barrage de promotion-relégation face au 3e de First Division.
C'est le club de Paradise FC International qui remporte la compétition cette saison après avoir terminé en tête du classement final, avec deux points d'avance sur St. John's Sports et sept sur le tenant du titre, Hurricanes SC. C'est le quatrième titre de champion de Grenade de l'histoire du club.

## Les clubs participants
- Hurricanes SC
- Paradise FC International
- Hard Rock FC
- Queens Park Rangers
- Mount Rich FC
- St. John's Sports
- Eagle Super Strikers
- Grenada Boys Secondary School FC
- FC Camerhogne - Promu de First Division
- Happy Hill SC - Promu de First Division

## Compétition
Le barème de points servant à établir le classement se décompose ainsi :
- Victoire : 3 points
- Match nul : 1 point
- Défaite : 0 point

### Classement
| Rang | Équipe                           | Pts | J  | G  | N | P  | Bp | Bc | Diff |
| ---- | -------------------------------- | --- | -- | -- | - | -- | -- | -- | ---- |
| 1    | Paradise FC International        | 42  | 18 | 13 | 3 | 2  | 48 | 15 | +33  |
| 2    | St. John's Sports                | 40  | 18 | 12 | 4 | 2  | 35 | 13 | +22  |
| 3    | Carib Hurricanes FCT             | 35  | 18 | 11 | 2 | 5  | 41 | 22 | +19  |
| 4    | Hard Rock FCC                    | 28  | 18 | 9  | 1 | 8  | 29 | 28 | +1   |
| 5    | FC CamerhogneP                   | 22  | 18 | 6  | 4 | 8  | 22 | 26 | -4   |
| 6    | Queens Park Rangers              | 22  | 18 | 6  | 4 | 8  | 25 | 34 | -9   |
| 7    | Mount Rich FC                    | 21  | 18 | 6  | 3 | 9  | 24 | 41 | -17  |
| 8    | Grenada Boys Secondary School FC | 17  | 18 | 4  | 5 | 9  | 23 | 29 | -6   |
| 9    | Eagle Super Strikers             | 16  | 18 | 3  | 7 | 8  | 25 | 38 | -13  |
| 10   | Happy Hill SCP                   | 6   | 18 | 1  | 3 | 14 | 20 | 46 | -26  |

|  | Champion de Grenade 2018-2019                                                        |
|  | Participation au barrage de promotion-relégation                                     |
|  | Relégation en First Division                                                         |
|  | T : Tenant du titre C : Vainqueur de la Coupe de Grenade P : Promu de First Division |

### Barrage de promotion-relégation
Un barrage de promotion-relégation était prévu entre Grenada Boys Secondary School FC, 8e de première division et Chantimelle, 2e de deuxième division mais il a été annulé, rendant incertain la tenue de la saison suivante du championnat national.

## Bilan de la saison
| Championnat de Grenade de football 2018 |                                      |
| Champion                                | Paradise FC International (4e titre) |
| Coupes et trophées                      |                                      |
| Vainqueur de la Coupe de Grenade 2018   | Hard Rock FC                         |
| Qualifications continentales            |                                      |
| Caribbean Club Shield 2020              | Aucun                                |
| Promotions et relégations               |                                      |
| Promus en Premier Division              | SAB Spartans SC                      |
| Relégués en First Division              | Eagle Super Strikers                 |
| Relégués en First Division              | Happy Hill SC                        |